# Mind soap
mind soap (mind soap?) è un album della band visual kei dei Raphael, pubblicato nel 1999 dalla For Life Music Entertainment.

## Il disco
mind soap è il primo ed unico album completo dei Raphael: oltre a questo, infatti, il gruppo ha pubblicato solo singoli, mini-album e raccolte.

Composto da brani di grande eterogeneità, l'opera è il risultato dell'unione fra le visioni musicali del cantante YUKI e del chitarrista Kazuki: il primo ha apportato la sua cultura dell'enka e l'interesse per la musica classica occidentale, ed il secondo il suo mondo fatto di speed metal e visual classico. Il risultato è un album che presenta melodie molto variegate, cantato in maniera molto scenografica e teatrale, e con arrangimenti composti da virtuosi arrangiamenti per strumenti contemporanei come la chitarra elettrica e classici come il pianoforte.

## Tracce
Dopo il titolo è indicata fra parentesi "()" la grafia originale del titolo.
1. Synagogue zensōkyoku dai 3 gakushō ~Hen ho chōchō~ (シナゴーグ前奏曲第3楽章〜変ホ長調〜?) - 1:29 (Kazuki Watanabe)
2. Sakura (さくら?) - 4:07 (Kazuki Watanabe - Kazuki Watanabe, Yuki Sakurai)
3. Sayokyoku ~Hisō~ (小夜曲〜悲愴〜?) - 3:32 (Kazuki Watanabe)
4. Hanasaku inochi aru kagiri (花咲く命ある限り?) - 5:28 (Kazuki Watanabe - Kazuki Watanabe, Yuki Sakurai)
5. Peter Pan shōkōgun (ピーターパン症候群?) - 5:17 (Kazuki Watanabe)
6. promise (promise?) - 4:16 (Kazuki Watanabe)
7. Huckleberry no koi (ハックルベリーの恋?) - 2:55 (Kazuki Watanabe)
8. eternal wish ~Todokanu kimi he~ (eternal wish〜届かぬ君へ?) - 5:19 (Kazuki Watanabe - Yuki Sakurai)
9. Holy mission (Holy mission?) - 4:06 (Kazuki Watanabe - Yuki Sakurai)
10. Ginyū shi no namida (吟遊詩の涙?) - 5:03 (Kazuki Watanabe)
11. Boku to「boku」 (僕と「僕」?) - 4:23 (Kazuki Watanabe - Yuki Sakurai)

## Formazione
- YUKI (YUKI?): voce
- Kazuki (華月?): chitarra
- YUKITO (YUKITO?): basso
- HIRO (HIRO?): batteria